# Гайлігенмошель
Гайлігенмошель (нім. Heiligenmoschel) — громада в Німеччині, розташована в землі Рейнланд-Пфальц. Входить до складу району Кайзерслаутерн. Складова частина об'єднання громад Оттербах-Оттерберг.
Площа — 8,68 км2. Населення становить 588 ос. (станом на 31 грудня 2020).

## Відомі люди
- Герман Брух (1893—1976) — німецький офіцер, один із командувачів морської авіації люфтваффе, генерал-лейтенант.